# Воробьёвский сельсовет (Пензенская область)
Воробьевский сельсовет — муниципальное образование со статусом сельского поселения в Шемышейском районе Пензенской области Российской Федерации.
Административный центр — село Воробьёвка.

## История
Статус и границы сельского поселения установлены Законом Пензенской области от 2 ноября 2004 года № 690-ЗПО «О границах муниципальных образований Пензенской области».

## Население
| 2002 | 2010 | 2012 | 2013 | 2014 | 2015 | 2016 |
| ---- | ---- | ---- | ---- | ---- | ---- | ---- |
| 376  | ↘374 | ↘372 | ↘364 | ↘363 | ↗375 | ↘368 |
| 2017 | 2018 | 2021 |      |      |      |      |
| ↘359 | →359 | ↘295 |      |      |      |      |

## Состав сельского поселения
| № | Населённый пункт | Тип населённого пункта       | Население |
| - | ---------------- | ---------------------------- | --------- |
| 1 | Воробьёвка       | село, административный центр | ↗282      |
| 2 | Малыгино         | деревня                      | 21        |
| 3 | Надеждино        | деревня                      | 71        |